# Raymond Durand
Louis Marie Raymond Durand (ur. 4 listopada 1786 w Montpellier, zm. 27 kwietnia 1837 w Lunel-Viel) – francuski polityk i dyplomata, konsul francuski w Warszawie w latach 1827–1837, autor depesz dyplomatycznych relacjonujących przebieg powstania listopadowego w Warszawie.

## Życiorys[1]

### Młodość i pierwsze lata w dyplomacji
Urodził się 4 listopada w Montpellier, z ojca Jeana Jacques’a Louisa Duranda (pierwszego i trzykrotnego mera Montpellier, ściętego w dobie rewolucji francuskiej) i matki Marie Pauline de Barbeyrac (córki markiza de Saint-Maurice’a). Miał czterech braci: Eugène’a (ur. 1788), Hippolyte’a (ur. 1790), Paulina (ur. 1793) i Alype’a (1794–1796). Jego dziadek, także Raymond, jako jeden z najbogatszych kupców Montpellier uratował to miasto przed klęską głodu w roku 1773, za co otrzymał tytuł szlachecki od króla Francji – Ludwika XVI. Dom państwa Durandów przy Grande Rue w Montpellier, stał się jednym z ośrodków życia politycznego i kulturalnego w przededniu Wielkiej Rewolucji Francuskiej. Regularnie bywali w nim m.in. Jean Antoine-Chaptal i Jean-Jacques Régis de Cambacérès.
Po śmierci ojca na gilotynie i przymusowym przesiedleniu matki, 8-letni Durand wraz z braćmi trafił do przytułku przy Hôpital General w Montpellier. Ogromny majątek rodziców został w większości skonfiskowany przez władze miasta. Po upadku jakobinów matka Marie Pauline powróciła do Montpellier i odebrała dzieci z przytułku.
W roku 1807 wyjechał do Barcelony jako przedstawiciel domu handlowego kuzyna François Duranda. Podczas pobytu w Hiszpanii był wielokrotnie świadkiem okrutnych scen wojny hiszpańsko-francuskiej w dobie napoleońskiej. Mimo to zżył się z miejscową ludnością, poznał ich kulturę, obyczaje oraz język. Uwieńczeniem asymilacji był ślub Duranda z Hiszpanką Josephiną Cutita w barcelońskim kościele św. Justyna, w dniu 14 lipca 1808 r. Z małżeństwa tego zrodziło się dwóch synów: Marcelin (1809 r.) oraz Alphonse (grudzień 1809 r.). Związek nie należał jednak do udanych: od roku 1814 małżonkowie żyli w separacji, a wychowaniem dzieci zajęła się matka Duranda – Marie Pauline.
Wiosną 1815 r., po ucieczce Napoleona z Elby i w obliczu wojny o tron francuski, Raymond Durand otrzymał po raz pierwszy stanowisko konsula – na usługach księcia d’Angoulême, tj. późniejszego, 20-minutowego króla Francji – Ludwika XIX Burbona. Po upadku cesarza Francuzów, Raymond Durand wprawdzie zachował stanowisko konsula, jednak został przeniesiony do portugalskiego Porto. Przebywał tam nieprzerwanie do grudnia 1824 r. W latach 1820–1821 był świadkiem rewolucji liberalnej w Porto, której przebieg relacjonował w swych depeszach do Paryża. To doświadczenie dyplomatyczno-reporterskie przydało się Durandowi 10 lat później, gdy już jako konsul francuski w Warszawie, obserwował i relacjonował wypadki powstania listopadowego. W grudniu 1824 roku, na swoją prośbę i z poparciem wpływowych kuzynów został przeniesiony do konsulatu francuskiego w Wenecji. Przyznano mu też krzyż Legii Honorowej (odznaczenie to otrzymywali wszyscy francuscy konsulowie).

### Pobyt w Warszawie i powstanie listopadowe (1827–1831)

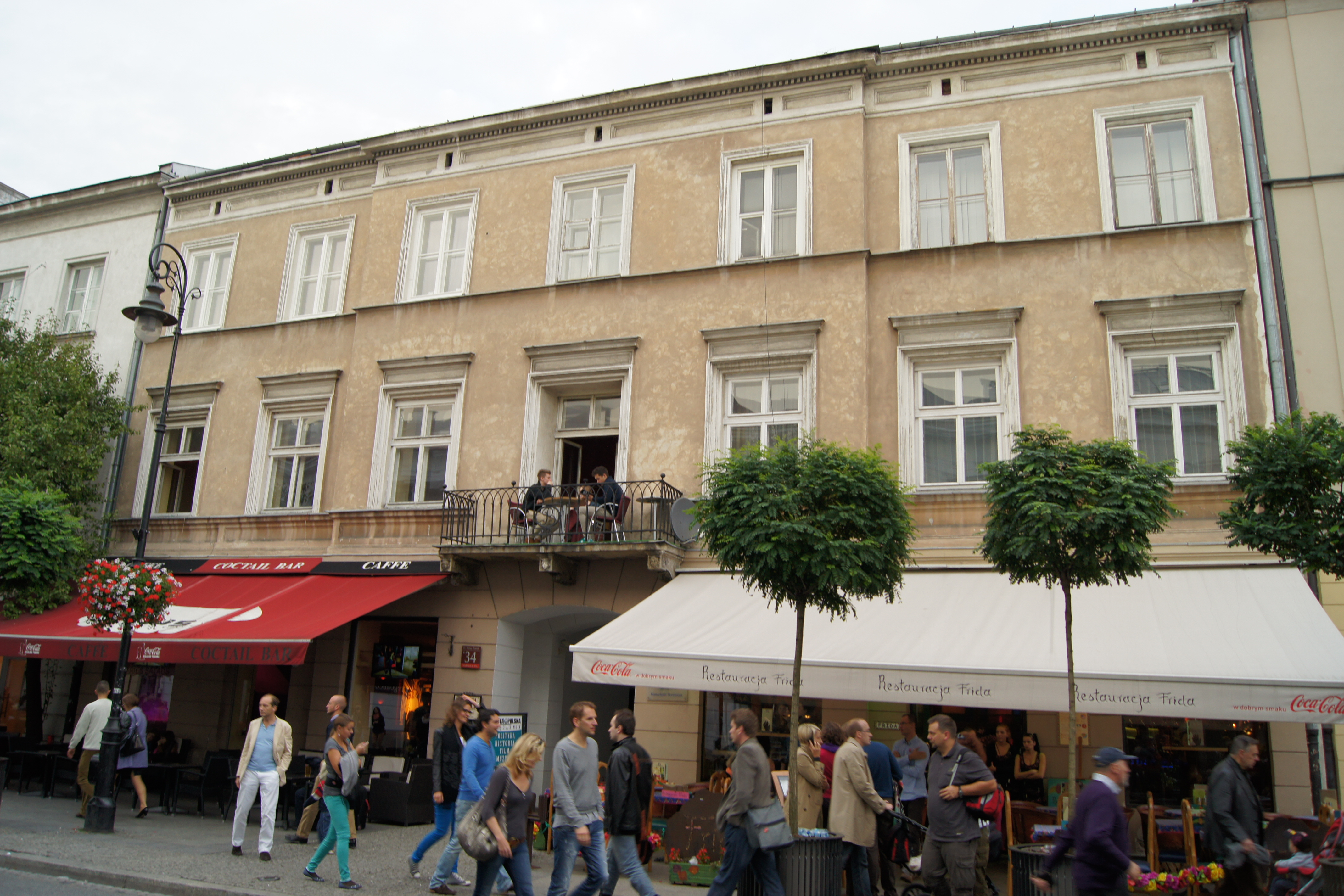
Kamienica przy ul. Nowy Świat 34 w Warszawie, w której w latach 1827–1837 mieszkał Raymond Durand.

19 lipca 1826 r. król Karol X podpisał nominację Raymonda Duranda na konsula Francji w Warszawie, w Królestwie Polskim. Durand otrzymał pensję w wysokości 11 tys. franków rocznie z obietnicą podwyżki, gdy znajdą się dodatkowe fundusze. Wielki książę Konstanty nie był zadowolony z tej nominacji, co spowodowało kilkumiesięczne opóźnienie przyjazdu Duranda do stolicy polskiej, a nawet ryzyko zastąpienia go innym dyplomatą. Ostatecznie Raymond Durand przybył do Warszawy 20 lipca 1827 roku i, jak się później okazało, związał z nią swe losy niemal do końca życia (do roku 1837). Do nowej roli Durand przygotowywał się bardzo starannie m.in. poprzez studiowanie historii polskiej dyplomacji, naukę języka polskiego (posługiwał się ponadto językiem włoskim, hiszpańskim i portugalskim), a także konsultacje z poprzednikami na stanowisku. Na miejscu relacje konsula z wielkim księciem uległy znacznej poprawie, na co wpływ miało z pewnością ich pierwsze osobiste, upływające w serdecznej atmosferze, półtoragodzinne spotkanie w dniu 29 lipca. Również i później, już po wybuchu powstania listopadowego, wielki książę Konstanty dobrze oceniał zachowawczą, legitymistyczną postawę Duranda, uchylającego się od wyraźnej deklaracji poparcia dla insurekcji. Do gustu konsulowi przypadła także sama Warszawa oraz zawarte w niej nowe, liczne znajomości – zaprzyjaźnił się m.in. z gen. Piotrem Bontempsem, który bywał odtąd częstym gościem kamienicy Duranda przy ul. Nowy Świat (dzisiejszy numer 34) w Warszawie.
W historiografii Raymond Durand zasłynął głównie jako autor depesz dyplomatycznych, wysyłanych regularnie z Warszawy do Paryża w okresie powstania listopadowego. Dzięki nim Durand stał się pierwszoplanowym informatorem rządu francuskiego o rozwoju sytuacji nad Wisłą. Jako naoczny świadek, Durand relacjonował szczegółowo najważniejsze wydarzenia związane z ruchem powstańczym, nastroje mieszkańców, stan liczebności armii polskiej, prognozy dalszych wypadków politycznych, militarnych, a nawet sanitarnych (relacje o walce z epidemią cholery), oceniał szanse powodzenia zrywu, tłumaczył jego przyczyny, postawy poszczególnych stronnictw, wytykał popełniane błędy itp. Pierwsza depesza została spisana w dniu 2 grudnia 1830 – Durand informował w niej ministra Sébastianiego o wybuchu insurekcji w Warszawie. Przez kolejne miesiące raporty sporządzał regularnie po trzy razy w tygodniu. Rządowi francuskiemu wysyłał ponadto własne tłumaczenia najważniejszych artykułów z polskiej prasy (sporządził 60 tego rodzaju tłumaczeń), oraz tłumaczenia rozkazów dziennych polskich wodzów naczelnych (Chłopickiego i Skrzyneckiego). Dziś depesze Duranda są uznawane za pierwszą historię powstania listopadowego, spisywaną na bieżąco, w trakcie zaistniałych wypadków.
Jako najważniejszy przedstawiciel Francji w Królestwie Polskim w dobie powstania, Durand stał się mimowolnie obiektem nacisków dyplomatycznych ze strony polskiego rządu powstańczego, zabiegającego o militarne wsparcie insurekcji przez Francję. Zachowała się m.in. relacja rozmowy attaché polskiego ministerstwa spraw zagranicznych, Andrzeja Koźmiana z Durandem w dniach 10 i 11 lutego 1831 r. W kamienicy przy Nowym Świecie Koźmian przedstawiał Durandowi dokumenty mające dowodzić planowanej agresji Rosji na Francję po sukcesie rewolucji lipcowej w 1830 r. Koźmian argumentował, iż do agresji tej nie doszło tylko dzięki polskiemu powstaniu narodowemu, które skutecznie odwróciło uwagę Rosji od spraw francuskich i związało jej siły militarne. Durand jednak inaczej interpretował treść udostępnionych dokumentów, a nawet gdyby przedstawiały jakąś wartość dowodową, to – zdaniem Duranda – nie można było na ich podstawie wszczynać wojny francusko-rosyjskiej, a może nawet ogólnoeuropejskiej. Konsekwentnie unikał obietnic pomocy militarnej ze strony Francji (a w nieoficjalnych, prywatnych rozmowach zapowiadał wprost, że Francja takiej pomocy nie udzieli), jako zadeklarowany legitymista przestrzegał zasady neutralności i nieinterwencji w polityce zagranicznej, doradzał władzom rewolucyjnym kapitulację, nadzieje powstańców nazywał „iluzjami”, choć prywatnie zżył się z Polakami, polubił ich i zawarł z nimi liczne przyjaźnie. Jednocześnie namawiał Francuzów przebywających w Warszawie w okresie powstania do powstrzymywania się od jakiegokolwiek udziału w insurekcji (m.in. storpedował próby utworzenia legionu francuskiego w Warszawie). Apelował natomiast do rządu Ludwika Filipa o podjęcie pokojowych mediacji pomiędzy walczącymi stronami, a po upadku powstania – o podjęcie starań, które uchroniłyby Polaków przed represjami rosyjskimi. Ponadto ułatwił i zabezpieczył korespondencję polskiego Ministerstwa Spraw Zagranicznych z reprezentantami polskiego rządu w Paryżu – Karolem Kniaziewiczem i Ludwikiem Augustem Platerem. Władze powstańcze jednak nie zawsze były zadowolone z działalności Duranda (zarzucały mu sprzyjanie Rosjanom), a w początkowej fazie zrywu dążyły nawet do odwołania go ze stanowiska. Zagrożenie, a wręcz śmiertelne niebezpieczeństwo groziło mu także podczas rozruchów ulicznych w dniu 15 sierpnia 1831 r. Część wzburzonego tłumu (kanibale spragnieni krwi – jak określał ich sam Durand) oskarżała bowiem konsula o paraliżowanie starań o pomoc francuską.
Po upadku powstania częstotliwość i objętość depesz wyraźnie się zmniejszyła.

### Ostatnie lata życia
Począwszy od roku 1833 Raymond Durand zaczął podupadać na zdrowiu, co wpływało na nieregularność, czasem nawet kilkutygodniowe przerwy w jego pracy. W październiku 1835 roku udało mu się uzyskać półroczny urlop zdrowotny, który przeznaczył na wypoczynek we Francji. W Paryżu spotkał się m.in. z królem Ludwikiem Filipem I, który wyraził zadowolenie z działalności dyplomatycznej Duranda w czasie powstania listopadowego. Po kilku miesiącach kuracji w rodzinnym Montpellier, powrócił w maju 1836 roku do Warszawy. Choroba powróciła jednak ze zdwojoną siłą jeszcze w październiku tego samego roku (m.in. stracił przytomność podczas przyjęcia noworocznego na zamku królewskim). Wylew krwi do mózgu w dniu 4 stycznia 1837 r. przykuł konsula na trwałe do łóżka. Syn Duranda, Alphonse, wywiózł ojca karetą z Warszawy w dniu 12 marca, pomimo iż nie nadjechał jeszcze oficjalny zastępca, kawaler Delaitre. 25 kwietnia kareta zajechała do miasteczka Lunel-Viel na południu Francji, gdzie dwa dni później Raymond Durand zmarł. W prasie warszawskiej pojawił się nekrolog wspominający szlachetny sposób myślenia oraz roztropne, umiarkowane i uprzejme postępowanie byłego konsula.
Został pochowany na cmentarzu Hôpital General w Montpellier. W latach 60. XX wieku cmentarz zlikwidowano, a szczątki rodziny Durandów przeniesiono na cmentarz St. Jean w Montpellier. Na płycie kamiennej wyryto napis: Raymond Durand (1786–1837), Consul de France à Varsovie.